# ロッセン転位
ロッセン転位（ロッセンてんい、Lossen rearrangement）とは有機化学における転位反応の一種で、下の式のようにヒドロキサム酸 1 が 塩化パラトルエンスルホニル のような脱水性の試薬と縮合して 2 のような O-置換体となり、それが自発的に転位してイソシアネート 3 へと変わる反応である。
ヒドロキサム酸は通常、対応するカルボン酸エステルとヒドロキシルアミンから合成される。
{\displaystyle {\ce {RC(=O)OCH2CH3\ + H2NOH\ + KOH -> RC(=O)-NHOH}}}